# Stefan Löfven
Kjell Stefan Löfven (Stockholm, 1957. július 21. – ) svéd politikus, a szociáldemokrata párt volt vezetője és Svédország miniszterelnöke 2014. október 3-tól 2021. november 30-ig.
2022. novembere óta az Európai Szocialisták Pártjának (PES) elnöke.

## Életpályája
Löfven Stockholmban született, de a születése után 10 hónappal árvaházba került, Sollefteå-ban nőtt föl nevelőszülőknél. Később az édesanyja próbálta visszaszerezni, de nem tudta. Kilenc évi elemi iskolai és két évi szakközépiskolai tanulmányok után hegesztői képesítést szerzett. Másfél évig az Umeåi Egyetemre járt szociálismunkás-képzésre. 1976-ban rövid ideig egy postahivatalnál dolgozott, majd 1977–78-ban tizenegy hónapig katonai szolgálatot teljesített a légierőnél. Ezután rövid ideig egy fűrésztelepen dolgozott Domsjőben, majd 1979-től 1995-ig a Hägglund och söner nevű, terepjárókat és harcjárműveket gyártó cég alkalmazottja volt.

## Szakszervezet
Löfven 1979-ben kezdte pályafutását, mint hegesztő Örnsköldsvik-ben. Két évvel később megválasztották a csoport szakszervezeti képviselőjévé. Először munkahelyi bizalmi, majd egyre magasabb szintű szakszervezeti funkcionárius volt. 1989-től 1993-ig a fémmunkás szakszervezet országos tanácsának volt a tagja. 2001-től 2005-ig az IF Metall alelnöke, 2006-tól 2012-ig elnöke volt.

## Politikai karrierje
2012 óta a szociáldemokrata párt vezetője. Irányításával a párt a 2014. szeptember 14-i választáson a szavazatok 31,2%-át szerezte meg, megelőzve a Fredrik Reinfeldt miniszterelnök vezette Mérsékelt Pártot, amely 23,2%-ot szerzett. 2014. október 3-án lépett hivatalba, mint Svédország miniszterelnöke, a Zöld Párttal koalícióban alakított kisebbségi kormány élén. 2014. december 3-án, a költségvetési szavazás során a kormány előterjesztése alulmaradt a jobboldali ellenzéki szövetség tervezetével szemben. Stefen Löfven még a szavazást megelőzően kijelentette, hogy nem fog az ellenzék költségvetésével kormányozni, a szavazási kudarcot követően pedig bejelentette, hogy új választást ír ki 2015. március 22-re. 2014. december 27-én azonban bejelentette, hogy mégsem lesz új választás a megadott időpontban.
A 2018-as választást követően Stefan Löfven nem mondott le, de az általa vezetett kormány nem kapott bizalmat a megalakuló Riksdagban, ezért innentől ügyvezető miniszterelnökként folytatta a munkáját az új miniszterelnök megválasztásáig. Egy különösen hosszú, összesen 131 napig tartó kormányalakítási folyamat után 2019. január 18-án a Riksdag végül ismét miniszterelnökké választotta.
Löfven 2021 augusztusában bejelentette, hogy novemberi hatállyal lemond a szociáldemokrata párt vezetői tisztségéről és a miniszterelnökségről, lehetőséget adva ezzel pártának, hogy a november 3-án tartandó kongresszuson új vezetőt – és új miniszterelnök-jelöltet – válasszon. A párt új vezetője az addigi pénzügyminiszter, Magdalena Andersson lett, akit a november végén a Riksdag meg is választott az ország első női miniszterelnökévé. Löfven miniszterelnöksége így 2021. november 30-án ért véget.
Stefan Löfven visszavonult a belpolitikától és 2022 márciusa óta egy ENSZ-tanácsadótestületet vezet Ellen Johnson-Sirleaf társelnökkel együtt.
Stefan Löfven 2022. novembere óta az Európai Szocialisták Pártjának (PES) elnöke.

## Kormányai
- Első Löfven-kormány
- Második Löfven-kormány
- Harmadik Löfven-kormány